# 古拉沃
古拉沃（西班牙語：Gurabo）是波多黎各的城鎮，位於該島東部，始建於1815年，面積73平方公里，每年平均降雨量1,652毫米，主要經濟活動有農業和製造業，2010年人口45,369，人口密度每平方公里620人。

## 外部連結
- Gurabo and its barrios, United States Census Bureau
- Official website